# 曲鲁海乡
曲鲁海乡，是中华人民共和国新疆维吾尔自治区伊犁哈萨克自治州伊宁县下辖的一个乡镇级行政单位。

## 行政区划
曲鲁海乡下辖以下地区：
曲鲁海村、赛买里村、尤喀克塔木村、吾日勒克村、皮芽子村和下皮芽子村。